# Мехув-Харшница
Ме́хув-Харшни́ца, с 1973 года по 2004 год — Харшни́ца (пол. Miechów-Charsznica) — село в Польше в Мехувском повете Малопольского воеводства. Административный центр гмины Харшница.
Село располагается в 10 км от административного центра повета города Мехув и в 39 км от административного центра воеводства города Краков. На территории села находится железнодорожная станция Харшница.

## История
Современная сельская гмина Харшница получила своё наименование в 1973 году от названия села «Мехув-Харшница», которое в 1973 году было переименовано в «Харшницу». Современная деревня Харшница в 1973 году называлось как «Харшница-Весь». В июне 2004 года селу было возвращено его прежнее наименование «Мехув-Харшница», а деревня Харшница-Весь была переименована в «Харшницу». При этом наименование гмины Харшница не было изменено.
Из-за того, что современное село Мехув-Харшница долгое время носило наименование «Харшница», а также в связи с тем, что на территории села находится железнодорожная станция «Харшница» местные жители по-прежнему часто называют село старым наименованием «Харшница».
До 1954 года село Мехув-Харшница было административным центром сельской гмины Ходув. В 1975—1998 годах село входило в состав Келецкого воеводства.